# Krzesiwo iglicowe
Krzesiwo iglicowe (inaczej: skandynawskie, szydłowate) – rodzaj żelaznego krzesiwa o podłużnym kształcie i ostro zakończonym końcu, przypominające swoim kształtem gwóźdź, mierzące zwykle około 10 cm długości. Miały one różnego rodzaju uszka lub otwory, umożliwiające przytroczenie ich do pasa. Wykorzystywane były wraz z kwarcytowymi krzesakami do rozpalana ognia.
Na terenach obecnej Polski pojawiły się w I w. n.e. jako import ze Skandynawii i używane były przez przedstawicieli kultury przeworskiej. Ich popularność stopniowo malała, aż do końca III w. n.e., kiedy to zostały wyparte przez o wiele bardziej efektywne krzesiwa sztabkowate. Aby rozpalić ogień za pomocą krzesiwa iglicowego, należało oprzeć kwarcytowy krzesak na stabilnym podłożu, położyć pod nim kawałek łatwopalnej hubki, po czym uderzyć w krzesak szpiczastym końcem krzesiwa tak, by trafić iskrą w hubkę. Istnieje także możliwość, że hubkę nadziewano na krzesiwo, lecz trudno stwierdzić, czy było tak w rzeczywistości. Nie wiadomo bowiem z jakiego materiału były hubki wykorzystywane w kulturze przeworskiej i czy dało się je na cokolwiek nadziać. Mogły one mieć postać łatwopalnego puchu okrywającego nasiona np. topoli, pałki wodnej lub mniszka lekarskiego. Ponadto szpiczasty koniec krzesiwa iglicowego ulegał stępieniu i zaobleniu w wyniku uderzania nim o krzesak co utrudniało nabijanie na niego rzeczy. Dynamiczny charakter procesu krzesania ognia za pomocą krzesiwa iglicowego także nie przemawia na korzyść tej hipotezy, gdyż nadziana hubka musiałaby się bardzo mocno trzymać na krzesaku, by z niego nie spaść.

## Typologia krzesiw iglicowych

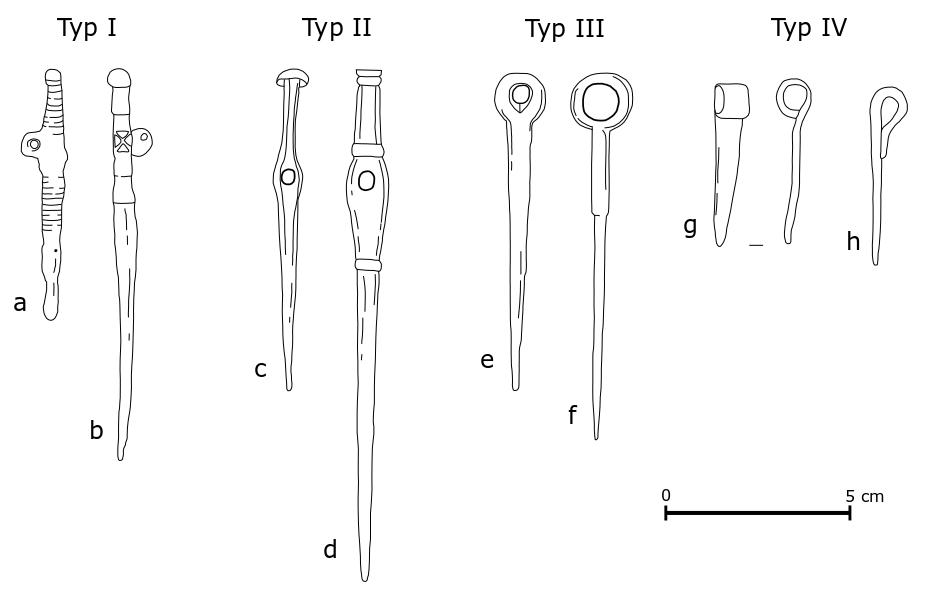
Typologia krzesiw iglicowych wg I. Peškara

Krzesiwa iglicowe występują w różnych formach. Typologię tych zabytków stworzył I. Peškar, który wyróżnił:
Typ I (a-b) – jest to najczęściej występujący typ krzesiwa iglicowego. Jego charakterystycznym elementem jest niewielkie, umieszczone na wysokości 1/3 trzonu zabytku, mierząc od grubszej strony, płaskie uszko z otworem. Zakończenie trzonu występuje w różnych wariantach. Mogło być proste, kuliste, półkuliste lub w kształcie walcowatego krążka. Krzesiwa I typu występują głównie na terenach Wielkopolski, Górnego Śląska oraz w rejonie Częstochowa–Piotrków.    
Typ II (c-d) – uszko występujące w typie pierwszym zastąpione zostaje otworem znajdującym się na środku zgrubienia trzonu, na wysokości1/3 trzonu, licząc od główki. Krzesiwa II typu występują głównie na terenach Wielkopolski, Dolnego Śląska oraz okolic Piotrkowa.
Typ III (e-f) – typ ten reprezentują proste iglice zakończone w miejscu główki niewielkim, płaskim w przekroju, pierścieniem. Krzesiwa III typu występują jedynie na terenie Wielkopolski i obszarze Środkowego i Górnego Śląska.
Typ IV (g-h) – krzesiwa tego typu są zrobione ze sztabkowatego lub taśmowatego kawałka metalu zawiniętego u góry w uszko, stanowiącego w tym typie główkę zabytku. Krzesiwa tego typu są najstarszymi formami krzesiw iglicowych. Datowane są na I w. n.e. i są zabytkami typowymi jedynie dla tego okresu. Występują jedynie na obszarze grupy nidzickiej.